# Nicolas Perié-Nicole
Nicolas Joseph Marie Michel Perié-Nicole est un homme politique français né le 1er juin 1775 à Cahors (Lot) et décédé le 3 mai 1849 au même lieu.

## Biographie
Avocat à Cahors, il est député du Lot en 1815, pendant les Cent-Jours.

## Sources
- Ressource relative à la vie publique :   - Base Sycomore
- « Nicolas Perié-Nicole », dans Adolphe Robert et Gaston Cougny, Dictionnaire des parlementaires français, Edgar Bourloton, 1889-1891 [détail de l’édition]